# Иги Поп
Џејмс Њуел Остерберг Млађи (енгл. James Newell Osterberg, Jr.; Маскигон, 21. април 1947), познатији под уметничким именом Иги Поп (енгл. Iggy Pop), је амерички рок певач, текстописац и повремени глумац. Иако је имао ограничен комерцијални успех, Иги Поп се сматра једним од најважнијих иноватора панк рока и сличних музичких праваца. Понекад га називају кумом панка, а широко је познат као један од најдинамичнијих рок извођача на сцени.

## Дискографија

### СаThe Stooges
- The Stooges (1969)
- Fun House (1970)
- Raw Power (1973)
- The Weirdness (2007)
- Ready to Die (2013)

### Са Џејмсом Вилијамсоном
- Kill City (1977)

### Соло
- The Idiot (1977)
- Lust for Life (1977)
- New Values (1979)
- Soldier (1980)
- Party (1981)
- Zombie Birdhouse (1982)
- Blah - Blah - Blah (1986)
- Instinct (1988)
- Brick by Brick (1990)
- American Caesar (1993)
- Naughty Little Doggie (1996)
- Avenue B (1999)
- Beat 'Em Up (2001)
- Skull Ring (2003)
- Preliminaries (2009)
- Après (2012)
- Post Pop Depression (2016)
- Free (2019)
- Every Loser (2023)